# Club Sportif Grevenmacher
Il Club Sportif Grevenmacher è una società calcistica lussemburghese con sede nella città di Grevenmacher. Milita in Éirepromotioun, seconda serie del campionato lussemburghese di calcio. Nella sua storia ha vinto una volta il campionato lussemburghese e per tre volte la Coppa del Lussemburgo.

## Storia
Il club fu fondato nel 1909 con il nome di Stade Mosellan. L'attuale nome fu adottato dieci anni dopo, nel 1919. Durante l'occupazione nazista nella seconda guerra mondiale, il club fu rinominato FK Grevenmacher, come risultato della politica di germanizzazione portata avanti dal Gauleiter Gustav Simon. Solo in seguito alla liberazione del Lussemburgo nel 1944, il club tornò a chiamarsi CS Grevenmacher. La stagione 1949-1950 fu la prima che vide il Grevenmacher nella massima divisione lussemburghese. Nella stagione successiva la squadra arrivò anche a giocare la finale della coppa nazionale, pareggiando il match contro il Tétange, ma perdendo il replay.
Gli anni novanta furono indubbiamente il periodo chiave per il Grevenmacher che, pur vincendo poco, conquistò diversi secondi posti nel campionato nazionale, il primo dei quali nel 1993-1994, ottenendo così il diritto a partecipare per la prima volta nella sua storia alla Coppa UEFA. La prima vittoria in una competizione ufficiale non tardò ad arrivare: nel 1994-1995 il Grevenmacher vinse infatti la sua prima coppa nazionale, sconfiggendo lo Jeunesse Esch, grazie all'1-1 all'andata e alla vittoria 3-2 al ritorno, bissando poi il successo nel 1997-1998.
A partire dalla stagione 1992-1993 la squadra ha concluso nella parte destra della classifica soltanto una volta, arrivando seconda ben 7 volte. La prima vittoria in campionato arrivò finalmente nel 2002-2003, ottenendo così il diritto di partecipare per la prima volta alla UEFA Champions League. Nello stesso anno vinse anche la coppa nazionale, per la terza volta nella sua storia.

## Palmarès

### Competizioni nazionali
- Campionato lussemburghese: 1

2002-2003
- Coppa del Lussemburgo: 3

1994-1995, 1997-1998, 2002-2003
- Éirepromotioun: 3

1970, 1976, 1985

### Altri piazzamenti
- Campionato lussemburghese:

Secondo posto: 1993-1994, 1994-1995, 1995-1996, 1996-1997, 1999-2000, 2000-2001, 2001-2002
Terzo posto: 2008-2009, 2009-2010, 2011-2012
- Coppa del Lussemburgo:

Finalista: 1950-1951, 1952-1953, 1953-1954, 1958-1959, 2009-2010
Semifinalista: 2012-2013

## Statistiche

### Partecipazione alle coppe europee
Il Grevenmacher si è qualificato a competizioni ufficiali UEFA 9 volte, non andando però mai oltre il turno di qualificazione.
- UEFA Champions League

Turno di qualificazione (1): 2003-2004
- Coppa delle Coppe

Turno di qualificazione(2): 1995-1996, 1998-1999
- Coppa UEFA

Turno di qualificazione (6): 1994-1995, 1996-1997, 1997-1998, 2000-2001, 2001-2002, 2002-2003
La squadra non ha mai superato un turno nelle competizioni europee. Ciononostante è andata vicina all'obiettivo in tre occasioni:
- Nella Coppa delle Coppe 1995-1996 il Grevenmacher sconfisse gli islandesi del KR Reykjavík per 3-2 all'andata in casa, salvo poi perdere 2-0 al ritorno.
- Nella Coppa UEFA 2000-2001 il Grevenmacher fu sconfitto all'andata nel primo turno di qualificazione della Coppa UEFA per 4-1 dai finlandesi dell'HJK Helsinki. Per il match di ritorno sarebbe servita una vittoria per 3-0, ma i lussemburghesi si fermarono sul 2-0, vincendo la gara ma venendo eliminati dalla manifestazione.
- Nella Coppa UEFA 2002-2003 la storia si ripeté. Questa volta i rivali erano i ciprioti dell'Anorthōsis che seppellirono con un sonoro 3-0 il Grevenmacher, in terra di Cipro. Nella partita di ritorno i lussemburghesi vinsero, come due anni prima 2-0, venendo eliminati.